# Исполнитель желаний 3: Камень Дьявола
«Исполнитель желаний 3: Камень Дьявола» (англ. Wishmaster: Beyond the Gates of Hell) — американский фильм ужасов с элементами чёрного юмора 2001 года. Триквел фильма «Исполнитель желаний».

## Сюжет
В третий раз злой Исполнитель желаний возвращается с ещё более злым и абсурдным разрушением жизней невинных людей. На этот раз жертвой стала красивая молоденькая девушка-студентка по имени Диана Коллинз, которая случайно, исследуя старинный артефакт в виде огромного огненно-красного рубина, известного на протяжении веков под названием «камень вечного огня», освободила заточенного в нём бессмертного Джинна.
В соответствии с древним пророчеством, это ужасное порождение ада, наделённое даром исполнять людские желания, стремится погрузить Землю в вечную тьму и хаос. Убив преподавателя колледжа Джоэля Барэша (Джейсон Коннери), благодаря его неосторожному желанию, и приняв его облик, Джинн начинает преследование сбежавшей от него Дианы: ему надо добиться от неё трёх желаний, чтобы врата ада открылись, расчистив путь на землю полчищам нечисти.
Второе желание Диана использовала для вызова Архангела Михаила, который вселился в тело её бойфренда, но даже он не смог убить Джинна, поскольку это может сделать только тот, кто разбудил его и с помощью меча Архангела, с которым Диана ещё не может справиться. В конце концов попытки Дианы принести себя в жертву дают ей способность владеть мечом Архангела, и она им убивает Джинна. Но Диана была смертельно ранена. Архангел Михаил лечит её раны, прежде чем вернуться на небеса, и Диана осознаёт, насколько она любит своего друга.

## В ролях
| Актёр                 | Роль                         |
| --------------------- | ---------------------------- |
| Джон Новак            | Джинн                        |
| Эй Джей Кук           | Диана Коллинз                |
| Тобиас Мелер          | Грег Янсен / Архангел Михаил |
| Джейсон Коннери       | профессор Джоэль Барэш       |
| Луизетта Гейсс        | Кэти Йорк                    |
| Аарон Смолински       | Билл Мэтьюз                  |
| Эммануэль Вожье       | Элинор Смит                  |
| Даниэлла Еванджелиста | Анна                         |
| Сара Картер           | Мелисса Бэлл                 |
| Дженифер Падавик      | Джойс Родригес               |
| Кейт Йакула           | юная Диана Коллинз           |
| Рик Скин              | Тед Коллинз                  |
| Жан Скин              | Мери Коллинз                 |
| Мюриэль Хог           | миссис Кафлон                |
| Чад Брюс              | медик                        |
| Клэйтон Стюарт        | студент                      |

## Дата выхода
- США — 23 октября 2001
- Россия — 14 января 2002
- Норвегия — 13 февраля 2002
- Филиппины — 7 мая 2003
- Италия — 2 сентября 2003

## Награды
- Номинация Video Premiere Award лучшие спецэффекты Пьерр Котар , Ден Льюис